# Ескино (Пошехонский район, Владыченский сельсовет)
Ескино — упразднённая деревня в Пошехонского района Ярославской области. Относилась к Владыченскому сельсовету.

## География
Деревня окружена сельскохозяйственными полями, лесами. Граничит с деревнями Брусничная, Трубайка, Коротыгино. Рядом протекает река Соть.

## История
По состоянию на 1938 год в деревне было 4 дома и сельсовет.